# 아이치 고속 교통 도부큐료선
도부큐료 선(일본어: 東部丘陵線)은 아이치 고속 교통의 유일한 철도 노선이다. 아이치현 나고야시 메이토구에 위치하는 후지가오카역과 도요타시에 위치하는 야쿠사 역을 잇는다.
애칭은 리니모(Linimo, 일본어: リニモ)이다.

## 개요
2005년 세계 박람회에 접속하기 위하여 건설된 철도 노선이다.
박람회가 닫힌 후는 지하철 히가시야마 선과 아이치 환상 철도선에 접속하며 나고야와 그 교외를 잇는 철도 노선으로서 운행되고 있다.

## 역사
- 2005년 3월 6일: 전 구간이 개통함.

## 운행 형태
- 전 구간을 왕복 운행한다. 종별은 각역정차만이다.

## 차량

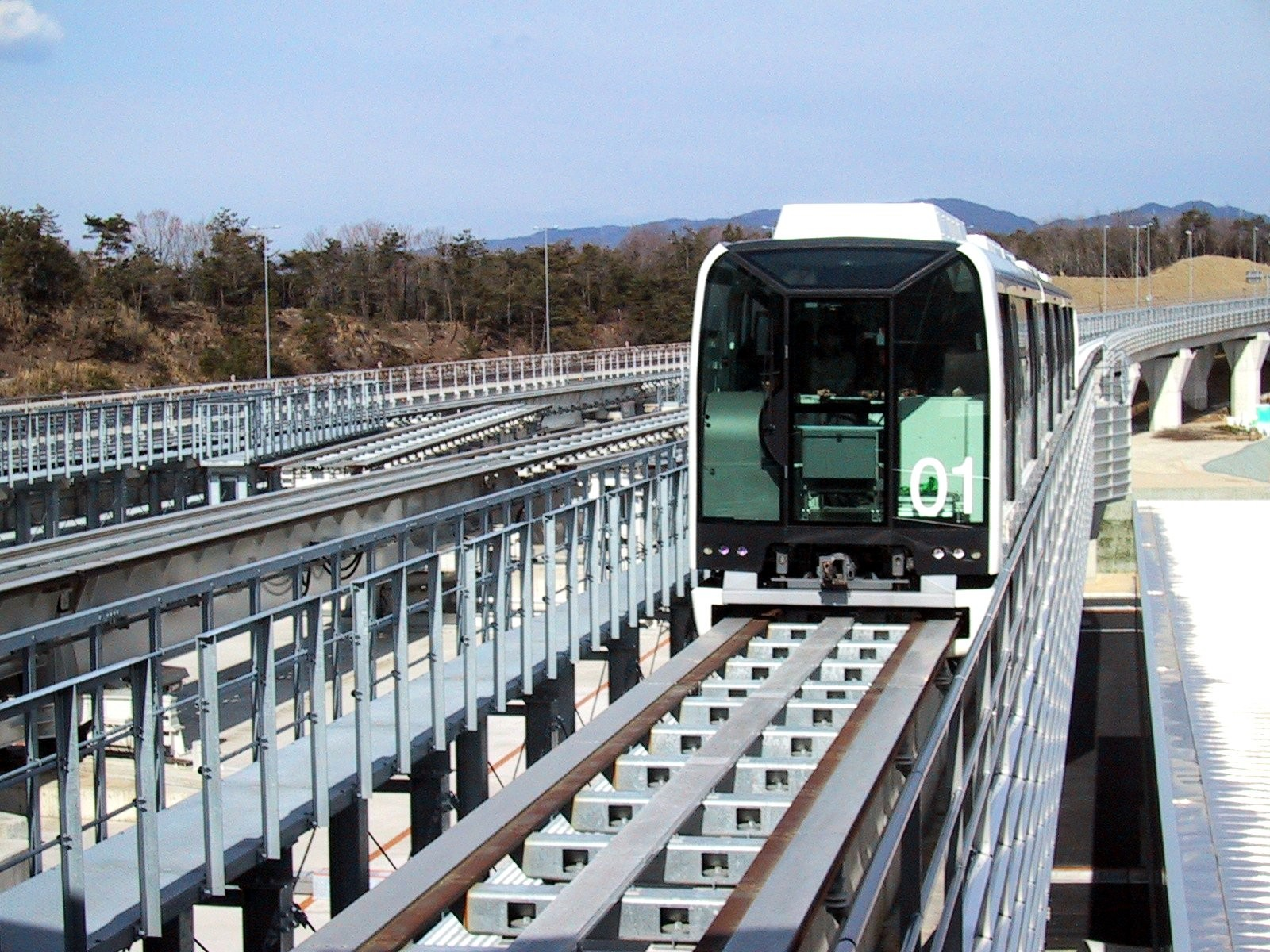
100계

- 100계

## 역 목록
| 역 번호 | 역 이름              | 일본어 이름        | 영업 거리 (km) | 접속 노선                                | 소재지   | 소재지                              |
| ------- | -------------------- | ------------------ | -------------- | ---------------------------------------- | -------- | ----------------------------------- |
| L01     | 후지가오카           | 藤が丘             | 0.0            | ■ 나고야 시영 지하철 히가시야마 선 (H22) | 아이치현 | 나고야시 메이토구                   |
| L02     | 하나미즈키도리       | はなみずき通       | 1.4            |                                          | 아이치현 | 나가쿠테시                          |
| L03     | 이리가이케코엔       | 杁ヶ池公園         | 2.3            |                                          | 아이치현 | 나가쿠테시                          |
| L04     | 나가쿠테코센조       | 長久手古戦場       | 3.4            |                                          | 아이치현 | 나가쿠테시                          |
| L05     | 게이다이도리         | 芸大通             | 4.5            |                                          | 아이치현 | 나가쿠테시                          |
| L06     | 고엔니시             | 公園西             | 6.0            |                                          | 아이치현 | 나가쿠테시                          |
| L07     | 아이치큐하쿠키넨코엔 | 愛・地球博記念公園 | 7.0            |                                          | 아이치현 | 나가쿠테시                          |
| L08     | 도지시료칸미나미     | 陶磁資料館南       | 8.0            | 도요타시                                 | 아이치현 |                                     |
| L09     | 야쿠사               | 八草               | 8.9            | 도요타시                                 | 아이치현 | 아이치 환상 철도 아이치 환상 철도선 |

## 같이 보기
- 자기부상열차